# Зиновьев, Василий Иванович (партизан)
Василий Иванович Зиновьев (1909—1942) — партизан Великой Отечественной войны, Герой Советского Союза (1944).

## Биография
Василий Зиновьев родился в 1909 году в деревне Утехово (ныне — Краснохолмский район Тверской области).
Окончил четыре класса школы. Рано начал работать, с 16 лет работал на Путиловском заводе Ленинграда. В начале 1930-х годов по партийному направлению Зиновьев поехал на работу в деревню, был секретарём парторганизации, начальником политотдела совхоза. В 1940 году Зиновьев был назначен председателем Дновского районного Совета депутатов трудящихся Ленинградской области. В июле 1941 года Зиновьев написал заявление в обком ВКП(б) с просьбой о его отправке на фронт, однако вместо армии он получил распоряжение организовать партизанский отряд и возглавить его.
В короткий срок Зиновьев сколотил партизанский отряд «Дружный», который вступил в свой первый бой в августе 1941 года. Партизаны отряда совершали диверсии на железных дорогах Псков-Дно, Дно-Старая Русса, Дно-Новосокольники, уничтожив 8 вражеских эшелонов с боевой техникой и живой силой. Отряд Зиновьева первым в Ленинградской области сумел нанести серьёзный урон немецким войскам. Командование немецких войск в этом районе приняло решение уничтожить партизан карательной экспедицией. В одном из районов отряд был окружён в пятнадцать раз превосходящими немецкими войсками, но сумел пробиться из кольца. Когда в январе 1942 года части Калининского фронта вели бои на подступах к городу Холм, отряд Зиновьева вышел к городу раньше них и, ворвавшись в него, начал уличные бои, разгромив комендатуру и уничтожив автоколонну и около 200 солдат и офицеров противника. Немецкие войска предприняли ряд контратак, но подошедшие советские части отбросили их. 18 января 1942 года Зиновьев погиб в бою.

## Награды
Указом Президиума Верховного Совета СССР от 2 апреля 1944 года за образцовое выполнение заданий командования в борьбе с немецкими захватчиками, проявленные при этом мужество и героизм и за особые заслуги в развитии партизанского движения Василий Зиновьев посмертно был удостоен высокого звания Героя Советского Союза. Также был награждён орденами Ленина и Красной Звезды.

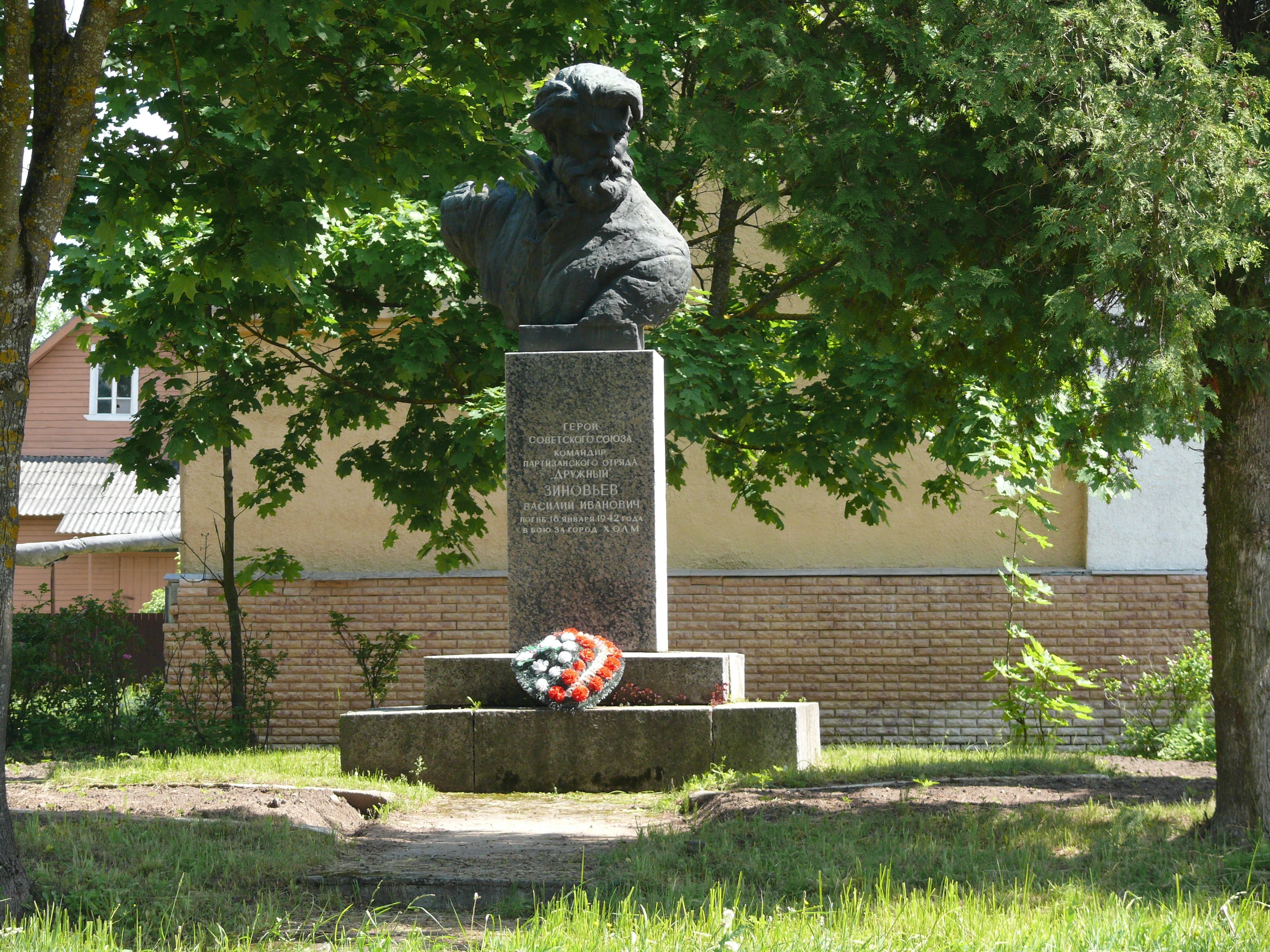
Памятник Зиновьеву в Холме (Новгородская область).

## Память
- В честь Зиновьева названа улица и установлен бюст в Холме, названа школа в Дновском районе.